# Малая Гнилуша (приток Большой Гнилуши)
Малая Гнилуша — река в России, протекает по территории Красносулинского района Ростовской области. Устье реки находится в 14 км по правому берегу реки Большой Гнилуши. Длина реки — 12 км.

## Данные водного реестра
По данным государственного водного реестра России относится к Донскому бассейновому округу, водохозяйственный участок реки — Северский Донец от впадения реки Калитва и до устья, речной подбассейн реки — Северский Донец (российская часть бассейна). Речной бассейн реки — Дон (российская часть бассейна).